# 豹澥街道
豹澥街道，是中华人民共和国湖北省武汉市江夏区下辖的一个乡镇级行政单位。

## 行政区划
豹澥街道下辖以下地区：
豹懈社区、新力村、新生村、庙岭村、虎山村、新保村、新春村、新光村、安湖洲渔场村、滨湖村、马桥村、豹山村、同力村、长山村、花园村、九龙村、龙山村、丁峰村、许店村、潜力村、石洞村、上刘村、新店村和鲍家村。